# Jérôme Lalande
Joseph Jérôme Lefrançois de Lalande, född 11 juli 1732 i Bourg en Bresse, död 4 april 1807 i Paris, var en fransk astronom.

## Biografi
Lalande studerade juridik i Paris, men samtidigt astronomi under Delisle och Lemonnier, vilka då föreläste i astronomi vid Collège de France. När han tagit sin advokatexamen, genomdrev Lemonnier, att han i dennes ställe sändes till Berlin (1751) för att ombesörja de för Lacailles bestämning av månparallaxen korresponderande iakttagelserna. Sedan Lalande därefter ett år praktiserat i sin hemort, återvände han till Paris, där Lacaille då befann sig, och ägnade därefter hela sin verksamhet åt astronomin. Sedan 1753 tillhörde han Académie des sciences, blev 1761 professor vid Collège de France och senare dessutom ständig direktor för observatoriet vid École militaire. 

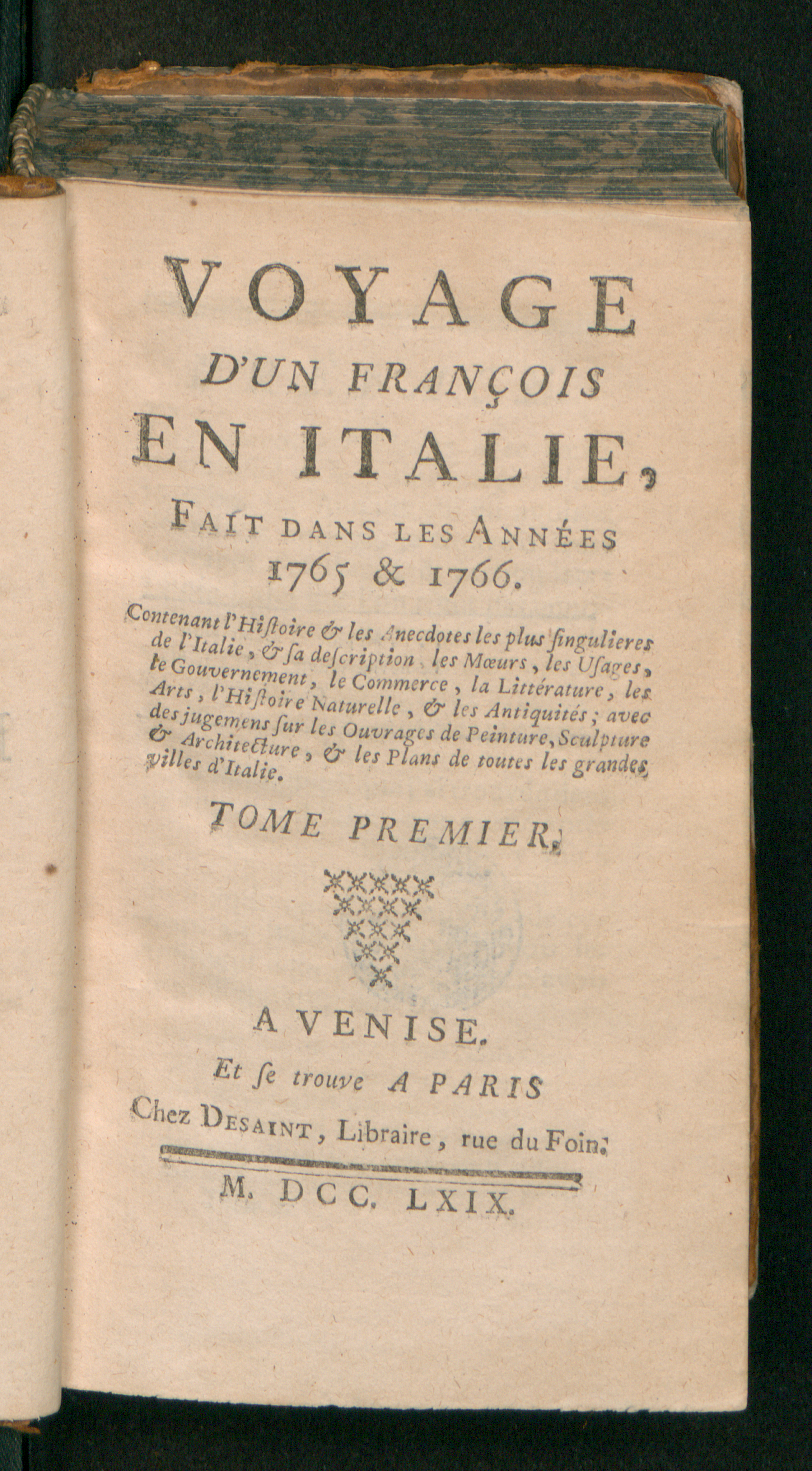
Voyage d'un françois en Italie, fait dans les années 1765 et 1766. Tome premier, 1769

Genom de systematiska iakttagelser av fixstjärnpositioner, som Lalande utförde vid École militaire, lämnade han materialet till stjärnförteckningen Catalogue of 47,390 stars (1847). Större betydelse tillkommer honom kanske genom hans 1764 utgivna Traité d'astronomie (1792), som blev den första och för lång tid enda fullständiga astronomiska läroboken och genom vilken författaren blev uppfostrare av flera generationers astronomer, till exempel Gauss och Bessel. I dessa arbeten ligger tyngdpunkten av Lalandes för övrigt mångsidiga verksamhet. Särskilt deltog han livligt i förberedelserna till iakttagandet av Venuspassagen 1769, och jämte Clairaults är hans namn förbundet med den första noggranna förutberäkningen av en komets (Halleys komet) återkomst.
År 1765 invaldes de Lalande som utländsk ledamot nummer 53 av Kungliga Vetenskapsakademien. År 1801 instiftade han Lalandepriset. Hans namn tillhör de 72 som är ingraverade på Eiffeltornet.

## Utmärkelser
Asteroiden 9136 Lalande är uppkallad efter honom.